# Heilige Rechte

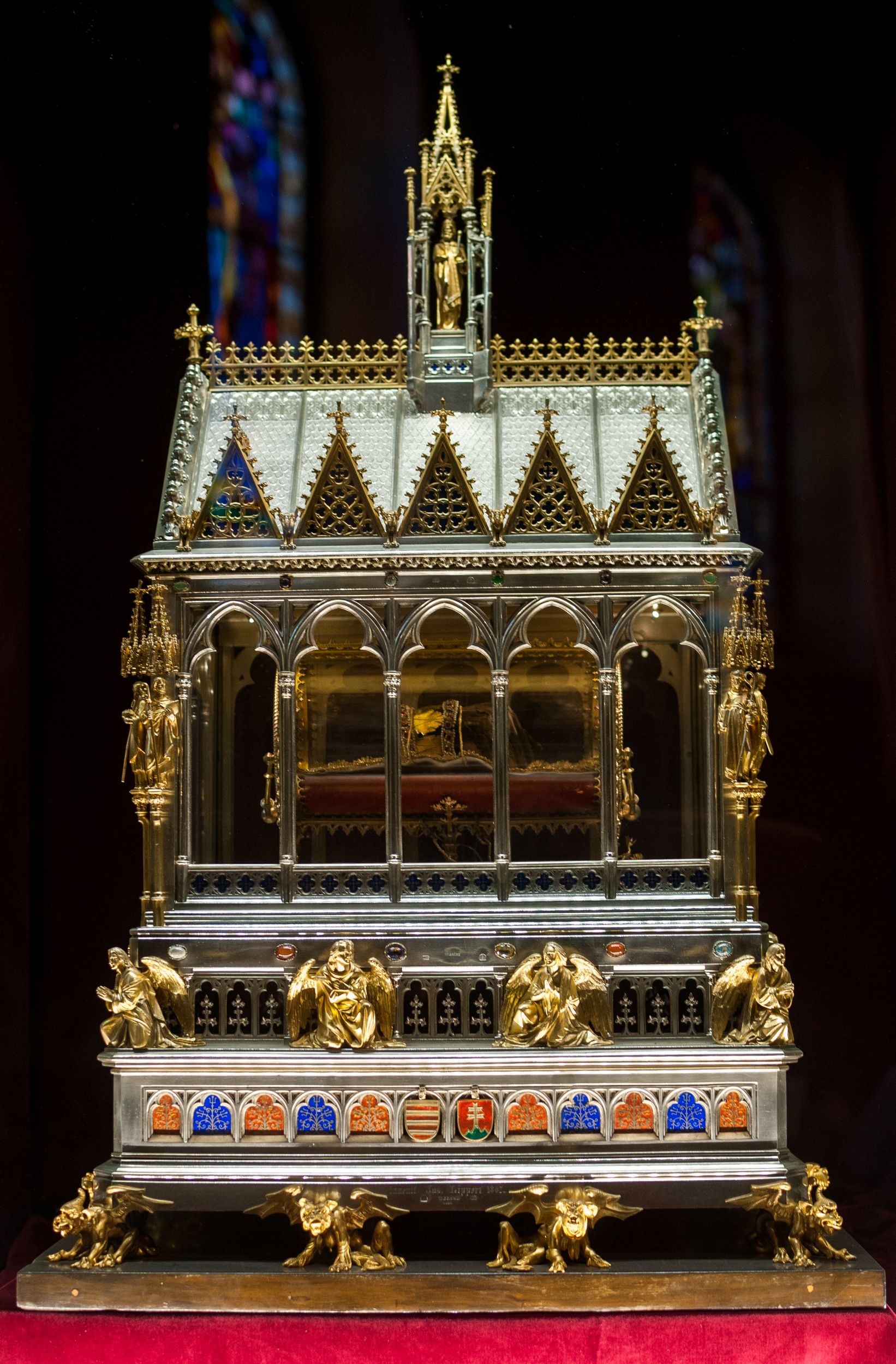
Heilige Rechte im Reliquienschrein

Die Heilige Rechte (ungarisch Szent jobb, lateinisch sacra dextera) ist eine Reliquie des heiligen Stephan von Ungarn und wird in einem Reliquienschrein in der St.-Stephans-Basilika in der ungarischen Hauptstadt Budapest aufbewahrt. Die Reliquie besteht aus einer mumifizierten rechten Hand, die etwa am Gelenk abgetrennt wurde.

## Geschichte
Nachdem Stephan I. 1038 in der Basilika von Székesfehérvár beerdigt worden war, ließ das Domkapitel im Jahre der Heiligsprechung 1083 seine mumifizierten Überreste aus dem Marmorsarkophag, der in der Mitte der Basilika stand, aus Angst vor einer Profanierung in ein Grab unter der Basilika umbetten. Hierbei wurde auch die rechte Hand abgetrennt, der eine wundersame Wirkung nachgesagt wurde, und in die Schatzkammer der Basilika gebracht. Merkur, einer der Wächter der Schatzkammer, stahl die Reliquie und brachte sie auf seine Güter im Komitat Bihar. Als König Ladislaus I. davon erfuhr, begnadigte er Merkur und errichtete an der Stelle der Aufbewahrung in Szentjobb (heute Sâniob, Rumänien) ein dem heiligen Stephan geweihtes Kloster, in dem die Reliquie aufbewahrt wurde. Die Verehrung der Reliquie wurde in der Goldenen Bulle von 1222 festgelegt, und das Kloster entwickelte sich schnell zu einem Wallfahrtsort.
Zu Beginn der osmanischen Besetzung Ungarns wurde die Reliquie zunächst zurück nach Székesfehérvár gebracht und dort versteckt. 1590 wurde sie über Bosnien nach Ragusa (heute Dubrovnik, Kroatien) in ein Dominikanerkloster gebracht. Nach langjährigen diplomatischen Verhandlungen konnte Kaiserin Maria Theresia die Reliquie aus Ragusa wiederbeschaffen. Zu der Übergabe kam es 28. Juni 1771 auf Schloss Schönbrunn, wo sie zunächst aufbewahrt wurde. Am 20. August wurde die Reliquie in großem Pomp nach Buda gebracht, wo sie Schwestern der Congregatio Jesu zur Aufbewahrung übergeben wurde.
Ab 1818 wurde die Heilige Rechte jährlich am 20. August in einer Prozession zwischen Sigismundkapelle und Matthiaskirche mitgeführt. Ab 1865 wurde die Reliquie in Esztergom und ab den 1900er Jahren bis 1944 in der Sigismundkapelle im Budaer Burgpalast verwahrt. Zum 900. Todestag des heiligen Stephan wurde die Heilige Rechte in einem eigens dafür gebauten Zug durch das ganze Land gefahren.
1944 gelangte die Heilige Rechte zusammen mit der Stephanskrone aus Angst vor der herannahenden Roten Armee über Veszprém und Kőszeg nach Mattsee, wo sie in einer Höhle versteckt wurde. Nach dem Krieg wurde die Reliquie von den Amerikanern an Ungarn zurückgegeben und am 20. August 1945 wieder in einer Prozession öffentlich gezeigt. In der Zeit der Volksrepublik wurde die Prozession ab 1947 verboten. Seit 1989 findet sie wieder jährlich am 20. August, dem Nationalfeiertag Ungarns statt.

## Galerie

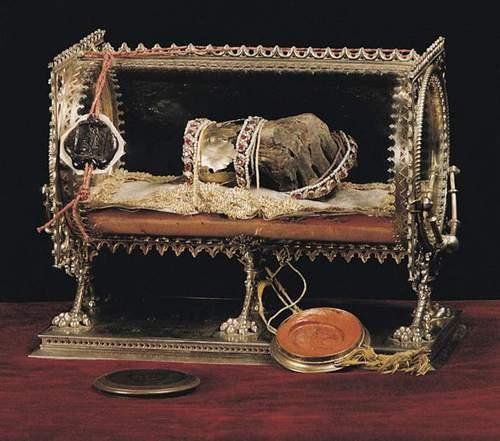
Nahaufnahme
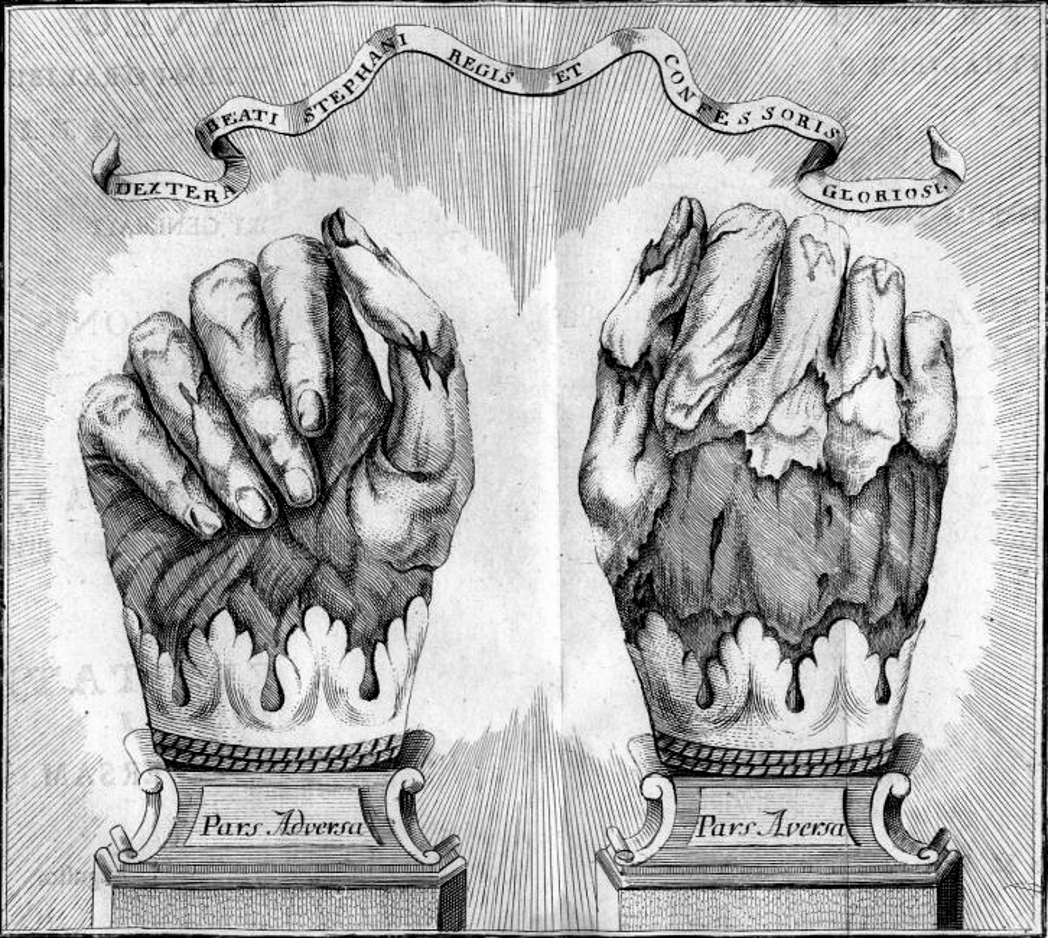
Zeichnung (Wien 1771)
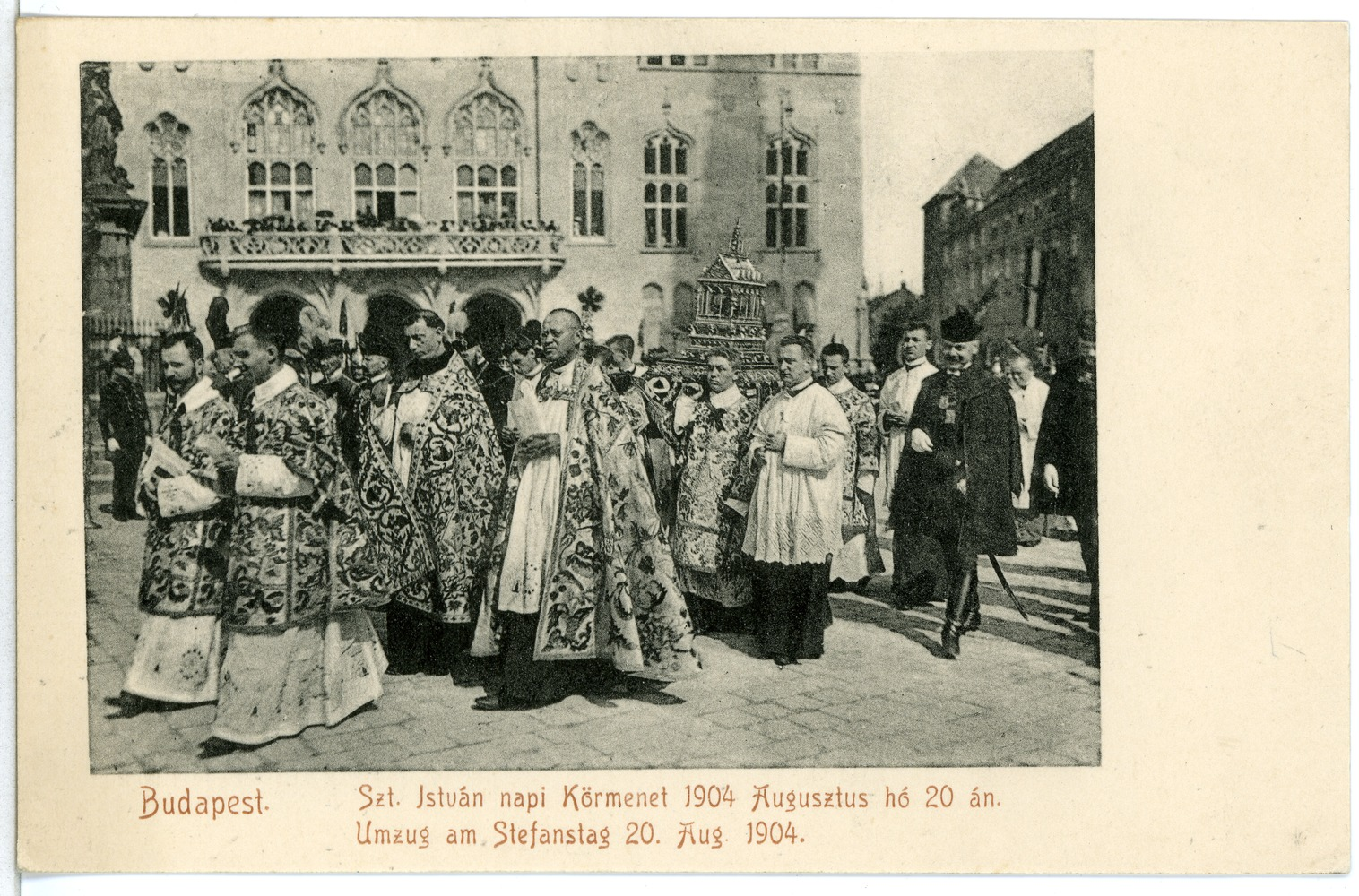
Prozession 1904
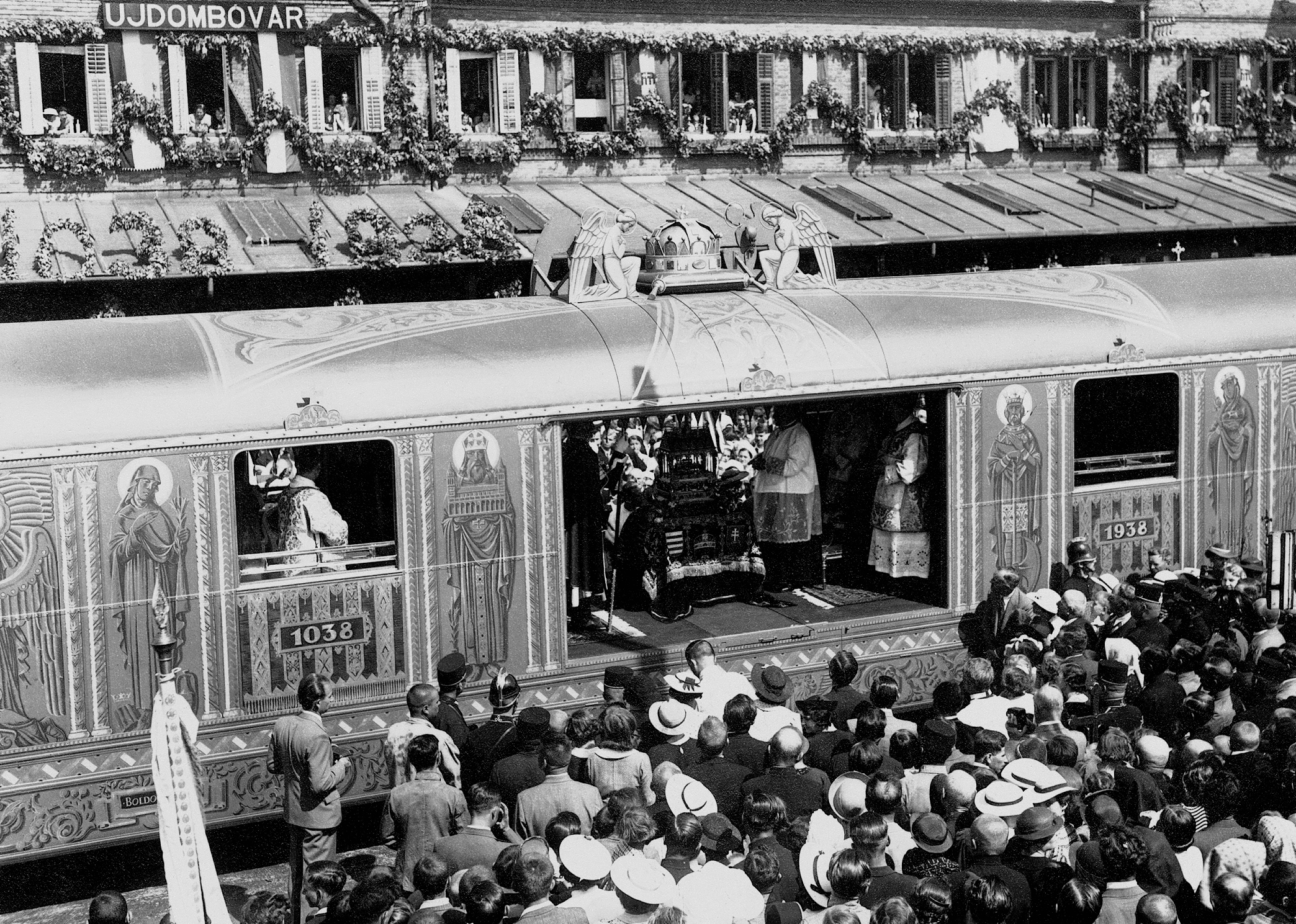
Landesprozession mit Zug zum 900. Todestag Sankt Stephans 1938